# Кулик Олег Євгенович
Оле́г Євге́нович Кулик (* 8 вересня 1967) — заступник командувача Національної гвардії України від 18 червня 2016-го. 13 червня 2019-го Президент України Володимир Зеленський звільнив Кулика з посади заступника командувача НГУ.

## Життєпис
Народився 8 вересня 1967 року.
У 1991 році закінчив Харківське вище військове училище тилу Міністерства внутрішніх справ СРСР.
З 1991 до 2007 року проходив службу в Національній гвардії України.
У 2007 році закінчив Академію внутрішніх військ Міністерства внутрішніх справ України.
Пройшов шлях від солдата до начальника управління речового та продовольчого забезпечення логістики ГУ НГУ.
18 червня 2016 призначений заступником командувача Національної гвардії України (з тилу — начальник логістики).

## Нагороди
Відзначений відомчими нагородами.